# Cô Nhíp
Cô Nhíp là một bộ phim điện ảnh do Đài Truyền hình Thành phố Hồ Chí Minh sản xuất, đạo diễn bởi Khương Mễ. Công chiếu vào năm 1976, đây được xem là bộ phim đầu tiên của HTV và là tác phẩm đầu tiên của điện ảnh miền Nam Việt Nam ra mắt sau 1975.

## Nội dung
Phim dựa trên cuộc đời hoạt động của Cao Thị Nhíp, một chiến sĩ cách mạng ngoài đời thực, là nữ giao liên đã tham gia dẫn đường cho xe tăng của Quân đội nhân dân Việt Nam tiến vào Sài Gòn trong Chiến dịch Mùa Xuân 1975.

## Diễn viên
- Cao Thị Nhíp vai Cô Nhíp
- Lý Huỳnh vai Đại tá Hoàng
- Mộng Tuyền vai Vợ Đại tá Hoàng
- Thùy Liên vai Nữ y tá
- Trần Quang vai Ký giả Long[3]
- Khương Mễ vai Ông Gáo[4]

## Sản xuất
Bộ phim được viết nên dựa trên nguyên mẫu có thật là Cao Thị Nhíp (tên hoạt động Nguyễn Thị Trung Kiên), nổi tiếng với tấm ảnh chụp của nhà báo Đậu Ngọc Đản đăng trên trang nhất báo Sài Gòn Giải Phóng số đầu tiên. Thông qua bức hình này, Nguyễn Trí Việt, tác giả kịch bản phim, đã nảy sinh hứng thú và quyết định chọn Nhíp làm nhân vật chính cho kịch bản có tên Cô Nhíp. Khương Mễ là người đảm nhận vai trò đạo diễn tác phẩm. Sau khi kịch bản được phê duyệt sản xuất, ông đã bắt đầu đi tìm diễn viên chính cho phim. Thông qua lời gợi ý của Trí Việt, Khương Mễ đến Bảo tàng Cách mạng Thành phố Hồ Chí Minh, nơi làm việc của Trung Kiên là hướng dẫn viên, để tìm hiểu và ngỏ lời mời cô đảm nhận vai diễn này. Nam diễn viên Lý Huỳnh cũng nhận lời mời tham gia đóng làm viên Đại tá quân lực Việt Nam Cộng hòa tên Hoàng, là vai diễn đầu tiên của ông sau 1975. Mộng Tuyền, vợ của một Đại tá Việt Nam Cộng hòa ngoài đời thực, đã được đạo diễn giao vai là vợ của nhân vật Đại tá Hoàng. Thực hiện phần quay phim là Lê Đình Ấn, dưới định dạng phim trắng đen.
Sau khi bộ phim quay xong, khi đang ở khâu hậu kỳ, Khương Mễ đã gặp diễn viên Thùy Liên. Ấn tượng với lối diễn xuất của cô, đạo diễn quyết định viết thêm chi tiết để cho Thùy Liên làm nhân vật y tá trong phim.

## Phát hành
Cô Nhíp được xem là cuốn phim đầu tiên của điện ảnh cách mạng miền Nam Việt Nam ra mắt sau năm 1975 và là phim truyện đầu tiên HTV làm ra. Tuy là một cuốn phim do đài truyền hình sản xuất, phim không được phát trên sóng truyền hình mà thay vào đó là qua hệ thống phân phối phim trên toàn quốc, khi được mua lại bản quyền phát hành bởi FAFIM Việt Nam. Bộ phim sau đó đã được các nước Liên Xô, Tiệp Khắc, Trung Quốc mua về dịch và chiếu trên sóng truyền hình.

## Đón nhận
Ngay khi mới ra đời, Cô Nhíp đã nhanh chóng gây tiếng vang nhờ tính chân thực bằng sự pha trộn giữa hai thể loại phim truyện và phim tài liệu, cũng như vẽ nên hình ảnh Sài Gòn những ngày mới giải phóng. Phim đạt được thành công về mặt doanh thu tại thị trường Việt Nam, dù mục đích tác phẩm chỉ là để tuyên truyền. Sau bộ phim này, Lý Huỳnh tiếp tục hợp tác với đạo diễn Khương Mễ và tham gia nhiều phim ảnh cách mạng với các vai phản diện nổi bật trong giới điện ảnh Việt Nam.
Vào năm 1977, Cô Nhíp được trao giải Bông sen bạc Liên hoan phim Việt Nam lần thứ 4 tổ chức ở Thành phố Hồ Chí Minh. Năm 1978, phim nhận Bằng khen bởi Viện Hàn lâm nghệ thuật Cộng hòa Dân chủ Nhân dân Triều Tiên tại Liên hoan Thanh niên và Sinh viên thế giới Bình Nhưỡng.

### Đánh giá chuyên môn
Một tác giả trong cuốn Hành trình nghiên cứu điện ảnh Việt Nam đã nhận xét:
Cô Nhíp đã miêu tả cuộc chiến đấu phong phú ở miền Nam Việt Nam theo nhiều góc độ khác nhau, chứng tỏ rằng với loại đề tài xúc động này, những người làm nghệ thuật điện ảnh và truyền hình, dù sống ở miền Bắc hay Miền Nam đều cùng chung một nỗi niềm mong muốn có nhiều tác phẩm mới có giá trị về cuộc chiến đấu giải phóng và bảo vệ Tổ quốc thân yêu của mình.

## Giải thưởng
Tại Liên hoan phim Việt Nam năm 1977, ngoài việc phim giành được giải Bông sen bạc hạng mục phim truyện, diễn viên chính Cao Thị Nhíp cũng nhận được biểu dương từ ban giám khảo liên hoan. Hội Điện ảnh Việt Nam sau đó đã trao tặng bằng khen đến cô Nhíp thông qua bộ phim.
| Năm  | Giải thưởng                                            | Hạng mục             | (Người) đề cử | Kết quả      | Tham khảo           |
| ---- | ------------------------------------------------------ | -------------------- | ------------- | ------------ | ------------------- |
| 1977 | Liên hoan phim Việt Nam lần thứ 4                      | Phim truyện điện ảnh | —             | Bông sen bạc | [ 1 ] [ 17 ] [ 18 ] |
| 1977 | Liên hoan phim Việt Nam lần thứ 4                      | —                    | Lý Huỳnh      | Bằng khen    | [ 1 ] [ 17 ] [ 18 ] |
| 1978 | Liên hoan Thanh niên và Sinh viên thế giới Bình Nhưỡng | —                    | —             | Đoạt giải    | [ 1 ] [ 17 ] [ 18 ] |